# Everybody (Madonna-låt)
"Everybody" är en låt skriven och framförd av den amerikanska popartisten Madonna, utgiven som hennes debutsingel den 6 oktober 1982 samt på hennes självbetitlade debutalbum 1983. Madonna hade spelat in en demo av låten med Steve Bray. Hon uppmanade discjockeyn Mark Kamins, som spelade på hennes dansklubb, att spela den. Han blev imponerad av låten och tog den till skivbolaget Sire Records, som kontrakterade henne för ett tvålåtarsavtal. När de två låtarna hade spelats in var Sire-chefen Michael Rosenblatt dock inte nöjd med produktionen av den andra låten och bestämde sig för att ge ut enbart "Everybody".

## Komposition
"Everybody" börjar med en tungt syntetiserad inledning med tal där man hör Madonna ta ett djupt andetag. Madonna visar upp sin tuggummipopröst i låten, vilken är dubbeltrackad. Låten är skriven i A-moll medan melodin börjar i G för att stiga till andra tonskalan vid 'bo' i 'everybody' och på så sätt belysa refrängen efter ackordföljet G–A–B–A. "Everybody" innehåller R&B-fyllda beats. Sire Records marknadsförde den soulfulla karaktären i dancelåten för den svarta publiken och Madonna målades upp som en afroamerikansk artist så att skivan skulle platsa bland en radiospellista genom vilken låten kunde nå framgångar. I New York spelades låten på radiokanalen 92 KTU som hade en afroamerikansk målgrupp. Som omslag till singeln valde Sire Records ett hiphopcollage av centrala New York, snarare än en porträttbild på Madonna, vilket ytterligare förevigade idén om att Madonna var en afroamerikan.

## Mottagande

### Kritisk respons
Författaren Rikky Rooksby noterade i sin bok The Complete Guide to the Music of Madonna att låten avslutar albumet Madonna på ett platt sätt. Han kallade musiken för tillgjord, repetitiv och oinspirerande. Don Shewey från Rolling Stone kommenterade att "Till en början låter den ["Everybody"] inte som mycket alls. Sedan märker du ett av dess särskiljande drag, en tjejig hicka som sångerskan använder sig av om och om igen tills det blir irriterande som fan. Till slut blir du fångad och du börjar se fram emot den där löjliga lilla haken i hennes röst.". Bill Lamb från About.com kommenterade överlag att låtarna från albumet hade "oemotståndliga" pophooks. I författaren J. Randy Taraborrellis biografi om Madonna menade han att låten var en rytmisk uppmaning till att festa. Författaren Santiago Fouz-Hernández gav i sin bok Madonna's Drowned Worlds beröm för låtens refräng och skrev att "Everybody" och "Music" är de två Madonna-singlar som definierar hennes artistiska credo.

### Kommersiell prestation
Singeln som släpptes på 12"-vinyl misslyckades att ta sig in på Billboard Hot 100 i USA. Den låg som bästa sjua på Billboard-listan Bubbling Under Hot 100 Singles den 25 december 1982. Låten klättrade dock snabbt upp på dancelistan och blev Madonnas första singel på Billboard Hot Dance/Club Play Chart där den uppnådde tredje plats som bäst. En av de första radiokanalerna som spelade låten var WKTU, som rapporterade den som en ny "Playlist Top Add On" i Billboard den 11 december 1982, vilket reflekterar radiokanalens spellista för veckoslutet 30 november 1982. Sedan utgivningen har singeln sålts i omkring 250 000 exemplar. Låten hjälpte Madonna till ett första tidningsomslagsfoto. I decembernumret av Dance Music Report var Madonna tillsammans med Jekyll and Hyde nominerade i försäljningskategorin i en läsarfråga. Omslaget pryddes av en bild på Madonna.

## Musikvideo
Sire Records hade marknadsfört "Everybody" som om Madonna vore en svart artist. Denna missuppfattning klarnade dock upp genom lanseringen av låtens musikvideo. Gällande vikten av att spela in en video har Madonna kommenterat "Om jag inte hade någon video tror jag inte att alla barn i Mellanvästern skulle känna till mig. Den fyller en turnés plats. Alla ser dem överallt. Det har verkligen att göra med succén med mitt album." Hon bjöd in Sire Records chefer, bland andra Stein och Rosenblatt, till nattklubben Danceteria i New York. På dansgolvet framförde hon "Everybody" iförd hög hatt. Kvällen till framträdandet presenterade Madonnas vän Haoui Montaug henne inför publiken på 300 människor. Framför den jublande publiken framförde Madonna och hennes dansare deras koreograferade danssteg, vad som senare har beskrivits som en "discouppvisning uppbackad av avantgardedansare". När de såg framträdandet insåg de även att Madonna framstod som visuellt betagande. De beställde en egenproducerad video av "Everybody" som skulle skickas till klubbarna runtom landet som använde dancevideor.

## Format och låtlistor
| - Amerikansk 12"-vinylsingel 1. "Everybody" – 6:00 2. "Everybody" (Dub Version) – 9:23 - Amerikansk 7"-vinylsingel 1. "Everybody" – 3:58 2. "Everybody" (Instrumental) – 4:13 - Brittisk 12"-vinylsingel 1. "Everybody" (Remix) – 6:16 2. "Everybody" (Dub Version) – 5:59 - Brittisk 7"-vinylsingel 1. "Everybody" (Remix Edit) – 3:20 2. "Everybody" (Dub Version) – 4:40 | - Tysk CD-singel 1. "Everybody (Album Version)" – 4:55 2. "Everybody (Dub Version)" – 8:58 - Fransk/italiensk 12"-maxisingel 1. "Everybody" – 5:56 2. "Everybody" (Instrumental) – 9:23 - Tysk/brittisk CD-maxisingel 1. "Everybody" – 6:00 2. "Everybody" (Dub Version) – 9:23 |

Fotnot: De brittiska vinylsinglarna innehöll en remix av Rusty Egan och Steve Short vid Trident Studios Reduction Suite, som endast har släppts i Storbritannien.

## Medverkande
- Madonna – sång, låtskrivare
- Mark Kamins – producent
- Butch Jones – synthesizer
- Reggie Lucas – gitarr, trumprogrammering
- Fred Zarr – synthesizer, elpiano, akustiskt piano
- Dean Gant – elpiano, akustiskt piano
- Bobby Malach – tenorsaxofon
- Ed Walsh – synthesizer
- Gwen Guthrie – bakgrundssång
- Brenda White – bakgrundssång
- Chrissy Faith – bakgrundssång

Medverkande är hämtade ur albumhäftet till Madonna.

## Listplaceringar
| Lista (1982)                       | Högsta position |
| ---------------------------------- | --------------- |
| USA Bubbling Under Hot 100 Singles | 7               |
| USA Hot Dance Music/Club Play      | 3               |